# Vasile Frunzete
Vasile Frunzete (n. 20 septembrie 1942, Rășinari – d. 18 iunie 2013, Sibiu) a fost un pictor român.
S-a născut la Rășinari, 12 km de Sibiu în direcția Păltiniș, la data de 20 septembrie 1942. S-a afirmat de foarte devreme în pictura românească, în special cea naivă, susținând o serie de expoziții în țară și străinătate (SUA, Canada, Germania, Portugalia, Elveția, Egipt, Suedia, Bulgaria, Ungaria, Polonia, Japonia, Italia, etc.), multe dintre lucrările artistului făcând parte și din colecțiile unor particulari. În 1990 se stabilește pentru o perioadă în Germania (Bad Wörishofen) unde pictează și expune în continuare. În ultimii ani de viață se reîntoarce pe meleagurile natale, sursa sa principală de inspirație, stingându-se la vârsta de 70 de ani.